# Granuloma piogenico
Il granuloma piogenico o emangioma capillare lobulare è un tumore benigno vascolare che può svilupparsi sia sulle mucose che sulla cute; appare come una crescita eccessiva di tessuto e sorge generalmente a seguito di processi irritativi, traumi o squilibri ormonali. L'aggettivo "piogenico" è fuorviante, in quanto implicherebbe la presenza di pus, che invece non è presente; si tratta in realtà di un emangioma capillare del sottotipo lobulare, il che spiega la sua spiccata tendenza a sanguinare spontaneamente o a seguito di traumi minori.
Può essere osservato a ogni età ed è più comune tra le femmine che tra i maschi. Nelle donne incinte, questo tipo di granuloma può svilupparsi durante il primo trimestre di gravidanza e la sua incidenza aumenta fino al settimo mese di gestazione; la localizzazione del granuloma nelle donne incinte è, in genere, gengivale.
Il granuloma piogenico è causato dalla proliferazione dei capillari e non da pregressi stati infettivi, né da pregressi tumori.

## Fisiopatologia
Uno studio clinico ha evidenziato una correlazione, peraltro incerta, tra il granuloma piogenico e la sieropositività ai batteri del genere Bartonella.
All'esame microscopico, questo granuloma rivela la presenza di tessuto granulomatoso altamente vascolarizzato; è in genere presente anche uno stato infiammatorio. La lesione può presentare ulcerazioni e può assumere un aspetto fibrotico se è relativamente vecchia.
In rari casi il granuloma piogenico si sviluppa nella congiuntiva, nella cornea o nel tessuto connettivo dell'occhio, spesso a seguito di traumi di lieve entità; queste lesioni oculari assomigliano a grandi linee a quelle che si osservano nelle aree mucosali di più comune insorgenza del granuloma piogenico.

## Clinica

### Segni e sintomi

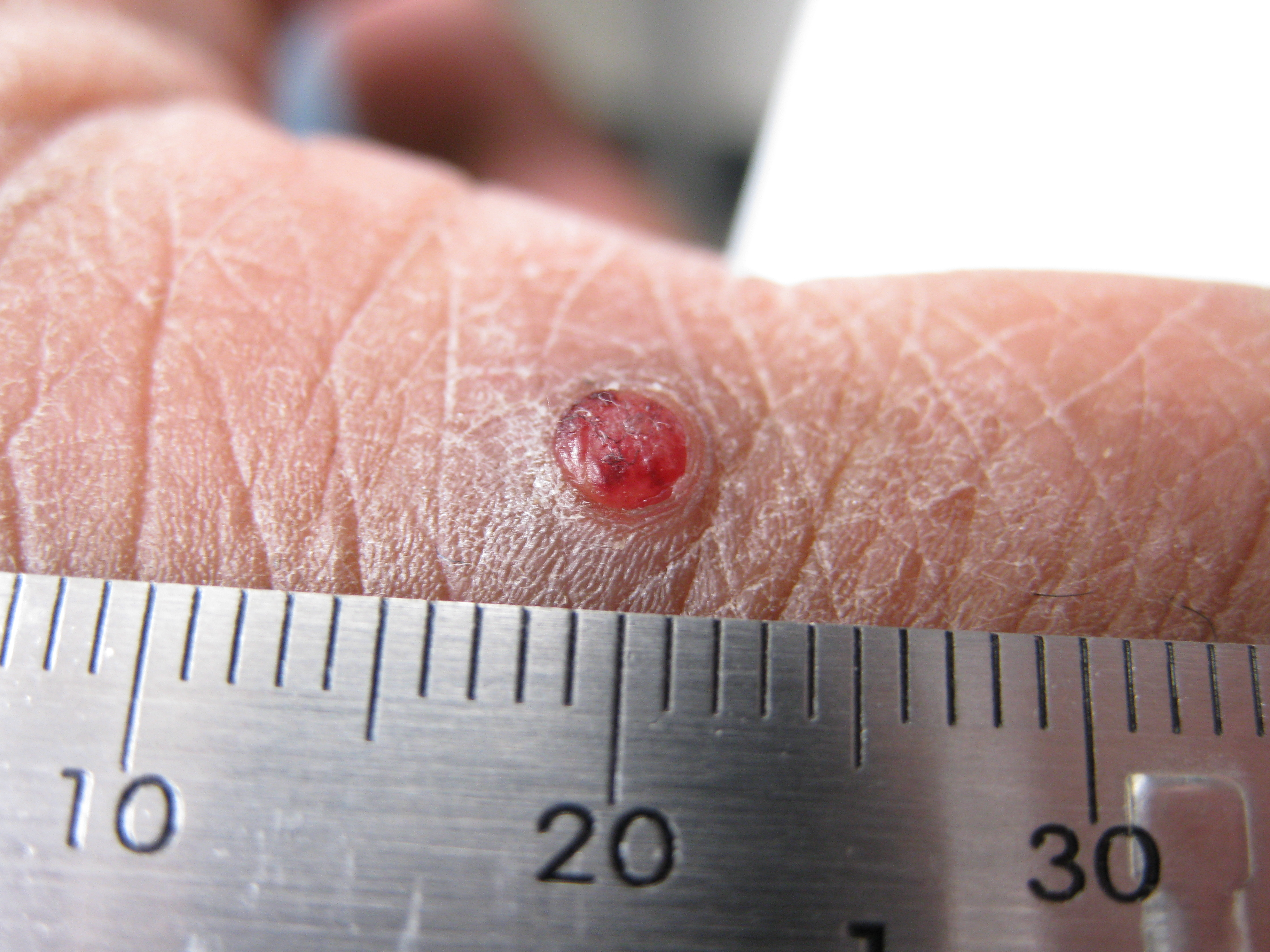
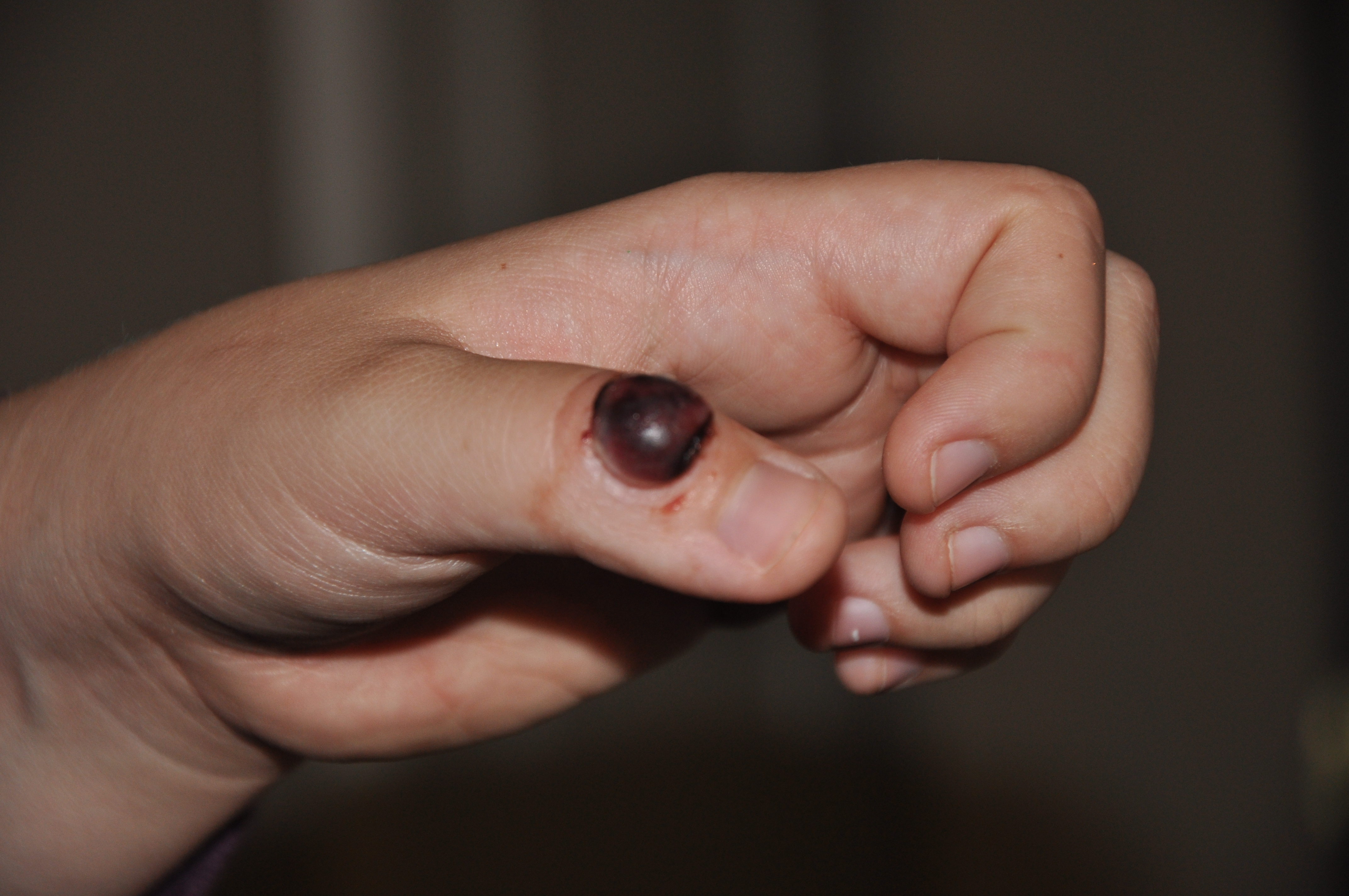
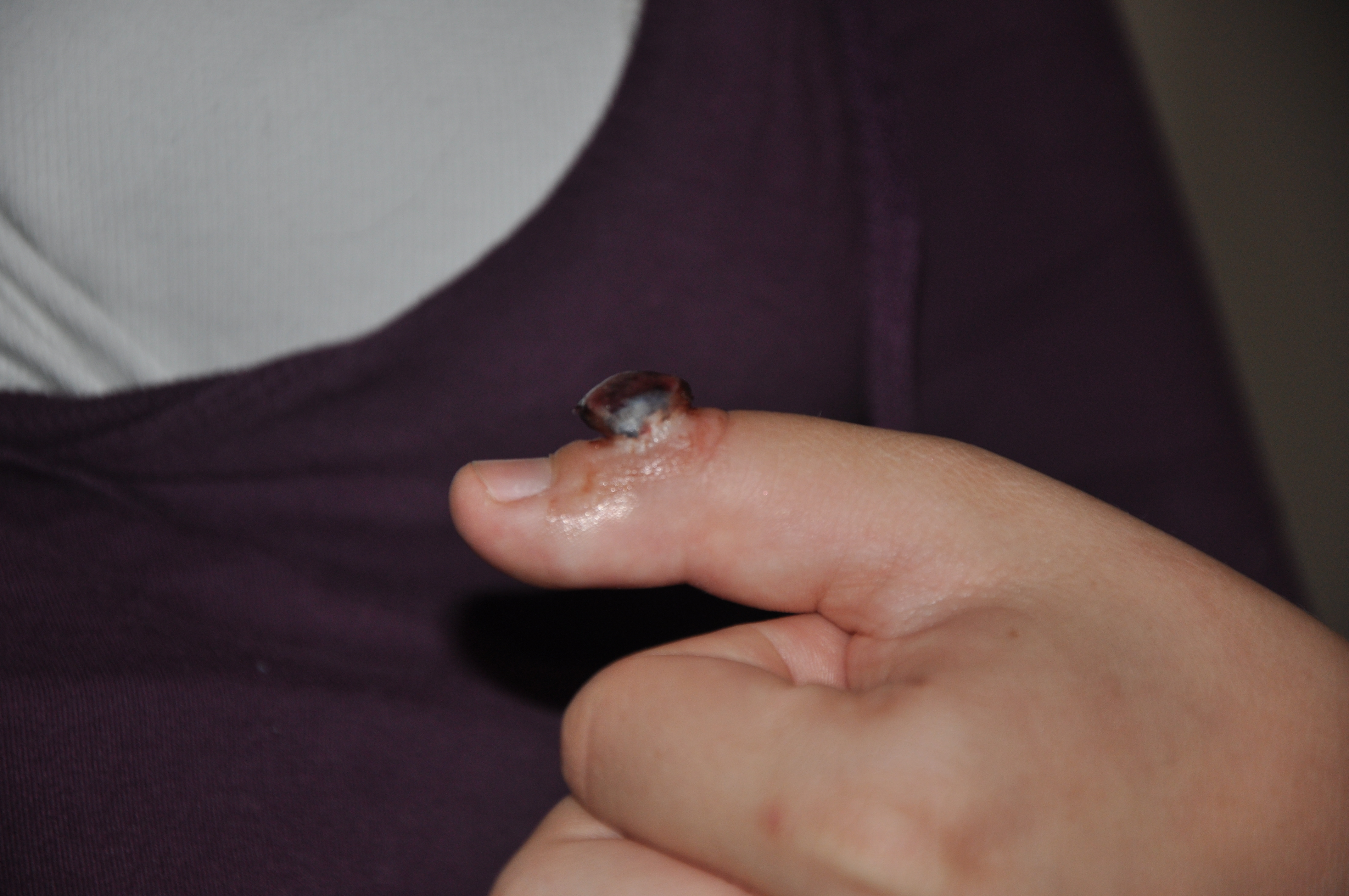

Le sedi di crescita di questo tumore sono prevalentemente le gengive, la cute e il setto nasale, ma in alcuni casi si sviluppa anche sul cuoio capelluto o sulla coscia.
Il granuloma piogenico è solitamente di forma convessa o "a fungo" ed è di colore rosaceo o rosso chiaro, tendendo in alcuni casi al porpora. Quelli di più recente insorgenza tendono ad avere un colore rosso vivo, a causa della maggiore presenza di vasi sanguigni; al contrario, le lesioni più vecchie tendono a sbiadire, diventando rosacee. Il tumore ha dimensioni variabili tra alcuni millimetri e alcuni centimetri. Il granuloma piogenico può essere doloroso, specie se localizzato in un'area del corpo soggetta costantemente a pressione e a sollecitazioni meccaniche. Tende a sanguinare piuttosto spesso, anche a seguito di traumi minori o in assenza di traumi. Da esso, inoltre, può fuoriuscire un essudato di consistenza oleosa, in particolare nel caso in cui il granuloma è situato sul cuoio capelluto.
L'epulide granulomatosa è una variante del granuloma piogenico che si sviluppa prevalentemente (75% dei casi) sulle gengive, specie a seguito di interventi di asportazione dentaria; questa epulide si sviluppa generalmente a livello mascellare o mandibolare e le superfici anteriori del cavo orale sono più a rischio rispetto a quelle posteriori. Questa variante del granuloma piogenico può presentarsi anche sulle labbra, sulla lingua e sulla faccia interna delle guance. Una cattiva igiene orale e l'aver subito traumi oro-gengivali sono i due fattori di rischio più importanti.
Sviluppandosi spesso in sede gengivale, il granuloma piogenico è spesso associato, ma senza un nesso causale dimostrato, ad altre due patologie neoplastiche del cavo orale, ossia il granuloma periferico a cellule giganti e il granuloma ossificante periferico.

### Diagnosi
Nonostante il granuloma piogenico abbia un aspetto abbastanza peculiare, è in genere richiesta una biopsia per diagnosticare con certezza questo tumore. La biopsia è utile anche per operare una diagnosi differenziale con alcuni tumori maligni che possono avere una crescita molto simile a livello macroscopico; si tratta, in particolare, del carcinoma a cellule squamose e del melanoma.
All'esame istologico si riscontra un'elevata quantità di capillari (a causa della natura vascolare del tumore), la massiccia presenza di neutrofili (dovuta allo stato infiammatorio costante indotto dalla crescita tumorale) e una quantità variabile di tessuto necrotico.

## Trattamento
Pur non andando incontro a un'evoluzione maligna e non essendo in grado di metastatizzare, il frequente sanguinamento e la tendenza del granuloma piogenico a ulcerarsi può richiedere un intervento di rimozione; può essere effettuato un intervento chirurgico di escissione, oppure una procedura di cauterizzazione, non invasiva. È spesso efficace anche la laserterapia con l'impiego di anidride carbonica.
In età infantile, i granulomi piogenici sono spesso curabili anche mediante la somministrazione topica del timololo, un betabloccante.
Nelle donne in gravidanza, il granuloma piogenico può anche non essere trattato, dal momento che tende a guarire spontaneamente. Tuttavia, se si manifesta un sanguinamento ricorrente in caso di lesioni nasali o del cavo orale, può essere effettuata l'escissione, oppure la cauterizzazione, del granuloma.